# 上捷亚
上捷亚（羅馬化：Vershina Tyoi；哈卡斯语：Tӧӧ пазы），又译韦尔希纳捷伊，是俄罗斯哈卡斯共和国的市级镇，属阿斯基兹区，地处哈卡斯共和国西部，位于叶尼塞河流域塔什特普河一支流捷亚河源头处附近，在区行政中心阿斯基兹村西北、共和国首府阿巴坎西南方。
该地2021年人口有2,935人；2010年人口3,756；2002年人口4,482；1989年人口5,565。